# Ivor Guest
Ivor Forbes Guest (Chislehurst, 14 aprile 1920 – Londra, 30 marzo 2018) è stato un saggista, avvocato e storico britannico della danza.

## Biografia
Dopo gli studi di diritto al Trinity College di Cambridge, s'interessò all'esilio forzato di Napoleone III, dell'imperatrice Eugenia e del loro unico figlio Napoleone Eugenio Luigi Bonaparte nella città di Chislehurst e pubblicò uno studio sull'argomento: Napoleon III in England (1952). Le sue ricerche lo portarono ad approfondire la storia del balletto romantico e della danza classica nel XIX secolo, sia in Inghilterra che a Parigi.
Divenuto storico della danza di rilievo internazionale, scrisse le biografie di Fanny Elssler, Fanny Cerrito, Jules Perrot e Adeline Genée, e pubblicò la corrispondenza di Arthur Saint-Léon. Ha partecipato alla costituzione della Society for Dance Research, della quale è stato il primo presidente. È stato anche presidente del comitato esecutivo della Royal Academy of Dance dal 1969 al 1993 e dottore honoris causa dell'Università del Surrey.
Sua moglie, Ann Hutchinson, è un'esperta internazionale di notazione Laban.